# Перфиловское муниципальное образование
Перфиловское муниципальное образование — муниципальное образование со статусом сельского поселения в 
Тулунском районе Иркутской области России. Административный центр — посёлок Перфилово.

## Демография
По результатам Всероссийской переписи населения 2010 года 
численность населения муниципального образования составила 1306 человек, в том числе 648 мужчин и 658 женщин.

## Населенные пункты
В состав муниципального образования входят населенные пункты
- Перфилово
- Верхний Манут
- Нижний Манут
- Казакова
- Петровск[2]